# 2012年亚洲竞技体操锦标赛
2012年亚洲体操锦标赛是第五屆亚洲体操锦标赛，於2012年11月11日至11月14日在中国莆田舉行。

## 比赛成绩

### 男子
| 赛事     | 金牌                   | 银牌                   | 铜牌                     |
| 团体     | 中国                   | 日本                   |                          |
| 个人全能 | 刘榕冰 · 中国（CHN）   | 周施雄 · 中国（CHN）   | 高大浦 · 韩国（KOR）     |
| 自由体操 | 白井健三 · 日本（JPN） | 金漢率 · 韩国（KOR）   | 李竣浩 · 韩国（KOR）     |
| 鞍马     | 刘榕冰 · 中国（CHN）   | 纪练深 · 中国（CHN）   | 无                       |
| 鞍马     | 刘榕冰 · 中国（CHN）   | 古谷义明 · 日本（JPN） | 无                       |
| 吊环     | 李世光 · 朝鲜（PRK）   | 杨胜超 · 中国（CHN）   | 吴乔中 · 中國香港（HKG） |
| 吊环     | 李世光 · 朝鲜（PRK）   | 杨胜超 · 中国（CHN）   | 陈智郁 · 中華臺北（TPE） |
| 跳马     | 李世光 · 朝鲜（PRK）   | 程然 · 中国（CHN）     | 阮何青 · 越南（VIE）     |
| 双杠     | 周施雄 · 中国（CHN）   | 阮何青 · 越南（VIE）   | 纪练深 · 中国（CHN）     |
| 单杠     | 刘榕冰 · 中国（CHN）   | 林超攀 · 中国（CHN）   | 古谷明义 · 日本（JPN）   |
| 单杠     | 刘榕冰 · 中国（CHN）   | 林超攀 · 中国（CHN）   | 小原孝之 · 日本（JPN）   |

### 女子
| 赛事     | 金牌                   | 银牌                   | 铜牌                 |
| 团体     | 中国                   |                        | 日本                 |
| 个人全能 | 曾斯琪 · 中国（CHN）   | 宋池慧 · 韩国（KOR）   | 商春松 · 中国（CHN） |
| 跳马     | 潘氏何青 · 越南（VIE） | 洪恩情 · 朝鲜（PRK）   | 李云霞 · 朝鲜（PRK） |
| 高低杠   | 吳柳芳 · 中国（CHN）   | 黃慧丹 · 中国（CHN）   | 宋池慧 · 韩国（KOR） |
| 平衡木   | 商春松 · 中国（CHN）   | 金云香 · 朝鲜（PRK）   | 曾斯琪 · 中国（CHN） |
| 自由体操 | 商春松 · 中国（CHN）   | 小西理佐 · 日本（JPN） | 曾斯琪 · 中国（CHN） |

## 奖牌榜
| 排名                     | 国家 / 地区              | 金牌 | 銀牌 | 銅牌 | 总计 |
| ------------------------ | ------------------------ | ---- | ---- | ---- | ---- |
| 1                        | 中國                     | 10   | 6    | 4    | 20   |
| 2                        |                          | 2    | 3    | 2    | 7    |
| 3                        | 日本                     | 1    | 3    | 3    | 7    |
| 4                        | 越南                     | 1    | 1    | 1    | 3    |
| 5                        |                          | 0    | 2    | 3    | 5    |
| 6                        | 香港                     | 0    | 0    | 1    | 1    |
| 6                        | 中華臺北                 | 0    | 0    | 1    | 1    |
| 总计（共7个国家 / 地区） | 总计（共7个国家 / 地区） | 14   | 15   | 15   | 44   |

## 参赛国家
共有來自17個國家的100名運動員參加了比賽。

| - 中国 (12) - 中華臺北 (8) - 香港 (8) - 伊朗 (6) - 日本 (12) - (7) | - 科威特 (3) - 马来西亚 (1) - 蒙古国 (1) - (12) - (3) - 新加坡 (1) | - (11) - 斯里蘭卡 (1) - 泰國 (3) - (3) - 越南 (8) |